# Zichyújfalu
Zichyújfalu (/ˈziʧiuːjfɒlu/) és un municipi hongarès de la província de Fejér. El 2018 tenia 919 habitants. Formà part de Gárdony fins al desembre del 1997.